# 634-5789 (Soulsville, U.S.A.)
Singles de Wilson Pickett
Don't Fight It
(1965) Ninety Nine and a Half (Won't Do)
(1966)
634-5789 (Soulsville, U.S.A.) est une chanson de soul écrite par Eddie Floyd and Steve Cropper, enregistrée pour la première fois par le chanteur américain Wilson Pickett et parue sur son album The Exciting Wilson Pickett. Elle est sortie en janvier 1966 chez Atlantic Records comme deuxième single de l'album. Les chœurs sont assurés par Patti LaBelle and the Bluebelles. Le single atteint la première place du classement Billboard Hot Rhythm & Blues Singles et la 13e place du Billboard Hot 100.
Le numéro de téléphone « 634-5789 » du titre est une référence au succès des Marvelettes Beechwood 4-5789, sorti en 1962.
La chanson est notamment reprise dans une version duo de Tina Turner et Robert Cray en 1989.

## Crédits
- Wilson Pickett – chant
- Charles "Packy" Axton – saxophone ténor
- Steve Cropper – guitare
- Donald "Duck" Dunn – basse
- Isaac Hayes – claviers
- Al Jackson Jr. – batterie
- Wayne Jackson – trompette
- Andrew Love – saxophone ténor
- Floyd Newman – saxophone baryton

Crédits provenant du livret de l'album.

## Classements
| Classement (1966)                       | Meilleure position |
| --------------------------------------- | ------------------ |
| États-Unis (Hot 100)                    | 13                 |
| États-Unis (Hot Rhythm & Blues Singles) | 1                  |
| Royaume-Uni (UK Singles Chart)          | 36                 |

## Version de Tina Turner
Singles par Tina Turner
A Change Is Gonna Come (Live)
(1988) The Best
(1989)
Singles par Robert Cray
Acting This Way
(1988) Consequences
(1990)
Une version en concert est enregistrée par Tina Turner en duo avec Robert Cray en 1986. Cette version est incluse dans son premier album live Tina Live in Europe en 1988 sous le titre raccourci de 634-5789, avant de sortir en single dans certains pays en 1989.

### Contexte et réception
Tina Turner enregistre une version live de 634-5789 (Soulsville, U.S.A.) en 1986 dans le cadre d'un segment de son émission télévisée spéciale consacrée à son album Break Every Rule, dans laquelle elle interprétait des classiques de la musique soul avec le guitariste et chanteur américain Robert Cray, dont 634-5789 ainsi que deux autres chansons de Wilson Pickett, Land of a Thousand Dances et In the Midnight Hour, et A Change Is Gonna Come de Sam Cooke. Ces quatre titres sont ensuite inclus dans l'album Tina Live in Europe de 1988.
634-5789, enregistré en duo avec Cray, est également sorti en single dans certains pays en 1989, dont ceux du Benelux, atteignant la 14e place du classement Nationale Hitparade et la 15e place du Nederlandse Top 40 aux Pays-Bas. Les faces B sont les versions en concert de Private Dancer (sorti uniquement sur le single CD) et Help — reprise des Beatles —, toutes deux extraites de l'album Tina Live in Europe.

### Liste des pistes
| A. | 634-5789 (Live) | E. Floyd, S. Cropper    | 3:14 |
| B. | Help (Live)     | J. Lennon, P. McCartney | 5:03 |

| 1. | 634-5789 (Live)       | 3:05 |
| 2. | Private Dancer (Live) | 3:36 |
| 3. | Help (Live)           | 5:03 |

### Classements
| Classement (1989)                      | Meilleure position |
| -------------------------------------- | ------------------ |
| Belgique (Flandre Ultratop 50 Singles) | 23                 |
| Pays-Bas (Nederlandse Top 40)          | 15                 |
| Pays-Bas (Nationale Hitparade)         | 14                 |

## Autres reprises
La chanson a également été enregistrée par, entre autres : 
- Otis Redding, sur son album The Soul Album paru en avril 1966 ;
- The Elgins, sur l'album Darling Baby paru en octobre 1966 ;
- James Brown, sur l'album Handful of Soul paru en novembre 1966 ;
- Eddie Floyd, l'auteur de la chanson, sur son album Knock on Wood paru en janvier 1967 ;
- Rare Earth, sur l'album Dreams/Answers en 1968[10] ;
- Johnny Van Zant, sur son premier album solo No More Dirty Deals en 1980[11] ;
- Ry Cooder, sur son album Borderline paru en 1980 ;
- Bon Jovi, figurant en face B de certaines éditions du single These Days sorti en 1996[12] ;
- Trace Adkins, sur son album Dreamin' Out Loud de 1996[13] ;
- The Blues Brothers avec Eddie Floyd, Wilson Pickett et Jonny Lang, sur la bande originale du film Blues Brothers 2000 sorti en 1998[14] ;
- Tower of Power featuring Huey Lewis, sur l'album Great American Soulbook paru en 2009[15].